# حصار سينوب
كان حصار سينوب عام 1214 بمثابة حصار ناجح واستيلاء على سينوب من قِبل السلاجقة الأتراك تحت سلطانهم كيكاوس الأول (حكم من 1211 إلى 1220). كانت سينوب مدينة ساحلية مهمة على ساحل البحر الأسود لتركيا الحديثة، في ذلك الوقت كانت تحت سيطرة إمبراطورية طرابزون، إحدى الدول اليونانية البيزنطية الخلف التي تشكلت بعد الحملة الصليبية الرابعة. وصف المؤرخ السلجوقي ابن بيبي هذا الحصار بشيء من التفصيل. قاد إمبراطور طرابزون ألكسيوس الأول (حكم من 1204 إلى 1222) جيشًا لكسر الحصار، لكنه هُزم وأسر، واستسلمت المدينة في 1 نوفمبر.

## ملخص
وبحسب رواية ابن بيبي، فإن كيكاوس قرر الشروع في الفتح بعد تلقي تقارير من الحدود تفيد بأن قوات ألكسيوس كانت تنتهك أراضي السلاجقة. بناءً على ذلك، قام هو و‌بك بجمع أولئك الذين كانوا في سينوب ووضعوا خطة للغزو، وقرروا أن حصارًا طويلاً سيكون مطلوبًا. ومع ذلك، استولت مجموعة من الكشافة (أو وفقًا لنسخة أخرى من القصة، البدو) على ألكسيوس عندما كان يصطاد مع شركة من 500 رجل. عند استلام الإمبراطور المأسور، طلب كيكاوس استسلام المدينة باسم الإمبراطور، لكنه تلقى ردًا سلبيًا. وفقًا لسلجوق نامي، قام 1000 جندي بقيادة قائد يدعى بهرام بقطع المدينة عن البحر، وحرق السفن وقتل عددًا من اليونانيين والأوروبيين الغربيين في هذه العملية. على هذا استسلمت المدينة.
على الرغم من أن المصادر الأولية أطلقت باستمرار على زعيم قوات طرابزون اسم ألكسيوس، بدءًا من فالميراير، استخدم العلماء الأوائل وفاة ديفيد كومنينوس، شقيق ألكسيوس الأصغر والمؤسس المشارك لإمبراطورية طرابزون، أثناء حصار سينوب. على سبيل المثال، كتب أليكساندر فاسيليف في عام 1936، «كان اسم ألكسيوس، أول إمبراطور لطرابزون، بالطبع أكثر شهرة... من اسم شقيقه ديفيد، الحاكم الحقيقي لسينوب في ذلك الوقت. ولكن نظرًا لأن اسم ديفيد لم يرد أبدًا في المصادر بعد عام 1214، فقد نستنتج بشكل إيجابي أن ديفيد هو الذي قُتل في أول استيلاء تركي على سينوب.» ومع ذلك، فقد أظهرت الأبحاث الحديثة أنه مات في المنفى كراهب في جبل آثوس عام 1212–13.
كان للاستيلاء السلجوقي على سينوب عواقب مهمة: بصرف النظر عن فترة قصيرة من استعادة طرابزون في 1254-1265، بقيت المدينة من حين الاستيلاء فصاعدًا في أيدي الأتراك، مما أدى إلى قطع اتصال دولة طرابزون الصغيرة مع الأراضي البيزنطية الحضرية لإمبراطورية نيقية في غرب آسيا الصغرى. في الوقت نفسه، أجبر الاستيلاء على حاكمها طرابزون على قبول خضوع الدولة للسلاجقة، والتي استمر حتى فشل حصار السلاجقة على طرابزون نفسها في 1222–23. ووفقًا لما ذكره البيزنطي وارن تريدغولد، فإن خسارة سينوب من ناحية «حمت طرابزون من هجمات أخرى من نيقية»، ولكنها تعني أيضًا «من الآن فصاعدًا أن ادعاء ألكسيوس بأنه إمبراطور بيزنطي جوفاء، وتوقفت إمبراطورية طرابزون. أكثر من الأهمية المحلية».
يجادل البيزنطي الروسي رستم شكوروف بأن العواقب كانت أكثر خطورة على الدول الخلف البيزنطية. يكتب شكوروف أن فقدان ذلك الجزء من شمال غرب الأناضول «يعني في الواقع أن الإغريق البيزنطيين فقدوا إلى الأبد إمكانية المبادرة الإستراتيجية في الجزء الشمالي من الجبهة البيزنطية». تم تقسيم مجال السيطرة البيزنطية إلى جيبين، كل منهما محاصر من قِبل الأوج: جيب غربي الأناضول تم تدميره واستيعابه بالكامل تقريبًا بحلول القرن الرابع عشر، وجيب شرقي عززته إمبراطورية طرابزون التي بقيت لفترة أطول بكثير، في القرن ال 15. علاوة على ذلك، أتاح الاستيلاء على سينوب للسلاجقة الوصول إلى طرق غزو إستراتيجية جديدة، أحدها كان يستهدف القسطنطينية والآخر في شبه جزيرة القرم وسهول جنوب روسيا.